# Prix Otis Redding
Der Prix Otis Redding  ist ein Musikpreis, der ab Ende 1967 von der Académie du Jazz an die beste Plattenveröffentlichung im Bereich des Rhythm & Blues (Prix du meilleur disque de Rhythm & Blues) vergeben wurde. Namensgeber und erster Preisträger war der kurz zuvor verstorbene Sänger Otis Redding. 2005 wurde der Preis in Prix Soul umbenannt; mit ihm werden nun Tonträger aus den Genres des Rhythm & Blues, der Soul- und der Gospelmusik ausgezeichnet. 

## Preisträger (Prix Otis Redding)
| - 1967: The Otis Redding Story (Stax) - 1968: Lady Soul, Aretha Now und Aretha in Paris von Aretha Franklin (Atlantic/Barclay) - 1969: It’s My Thing von Marva Whitney (Polydor) - 1970: Working Together von Ike & Tina Turner (Liberty/Pathé-Marconi) - 1971: Curtis von Curtis Mayfield (Buddah/Barclay) - 1972: What’s Going On von Isaac Hayes (Tamla-Motion/Pathé-Marconi) - 1973: Innervisions von Stevie Wonder (Tamla-Motion/Pathé-Marconi) - 1974: The Wild Magnolias von The Wild Magnolias, (Barclay/Polydor) - 1975: Earth, Wind & Fire von Earth, Wind & Fire (CBS) - 1976: Ain’t That a Bitch von Johnny Guitar Watson (DJM/CBS) - 1977: Bridges von Gil Scott-Heron und Brian Jackson (Arista/Pathé-Marconi) - 1978: Motion von Allen Toussaint (Warner Bros/WEA Filipacchi) - 1979: Truth N’ Time von Al Green (Cream/Vogue) - 1980: Philadelphia International Sound von Teddy Pendergrass (CBS) - 1981: Live à la Nouvelle Orléans von Maze featuring Frankie Beverly (Capitol/Pathé-Marconi) - 1982: Earl King von Earl King (Imperial/Pathé-Marconi) - 1983: Blow the House Down von Junior Walker (Motown/Vogue) - 1984: Unity von James Brown und Afrika Bambaataa (Tommy Boy/Polydor) - 1985: Suicide Blues von Syl Johnson (Isabel) - 1986: Whitney Houston von Whitney Houston (Arista/RCA) - 1987: The New Rules von Irma Thomas (Rounder/Média 7) - 1988: Just Between Us von Ray Charles (CBS) - 1989: Yellow Moon von The Neville Brothers (A&M/Polydor) - 1990: Blaze – 25 Years Later von Blaze (Motown/BMG Ariola) - 1991: Diamonds and Pearls von Prince (Peasley Park/WEA Filipacchi/Polydor) - 1992: I’ll Treat You Right von Otis Clay (Rounder/Média 7) | - 1993: The Soul of O.V. Wright von O. V. Wright (MCA/BMG) - 1994: Miss Lavelle von Lavelle White (Antone’s/Musidisc) - 1995: Back in the Game von Syl Johnson (Delmark/Socadisc) - 1996: Berlin, 1962 von Ray Charles (Pablo/WEA Music) - 1997: Rescued von Fontella Bass (MCA-Chess/Universal) - 1998: Man of My Word von Johnny Adams (Rounder/Night And Day) - 1999: Blues Is My Wailin’ Wall von Mighty Mo Rodgers (Blue Thumb/Universal) - 2000: Love Stories von Frank McComb (Columbia/Sony) - 2001: Creole Mood von Dr. John (Parlophone/E.M.I.) - 2002: Don’t Give Up on Me von Solomon Burke (Fat Possum/PIAS) - 2003: keine Vergabe - 2004: ‘Happy People/U Saved Me von R. Kelly (Jive/BMG) - 2005: Naturally von Sharon Jones & The Dap Kings (Ter à Terre/Night & Day) - 2006: After the Rain von Irma Thomas (Rounder/Harmonia Mundi). - 2007: We’ll Never Turn Back von Mavis Staples (Anti/PIAS) - 2008: Here & Gone von David Sanborn (Decca/Universal) - 2009: Who’s Hurting Now von Candi Staton (Honest Jons/EMI) - 2010: Nothing’s Impossible von Solomon Burke (e-a-r Music/Edel) - 2011: Love Letter von The Wild Magnolias (Jive/Sony) - 2012: Thankful N’ Thoughtful von Bettye Lavette (Anti / PIAS) - 2013: Victim of Love von Charles Bradley (Daptone/Differ Ant) - 2014: Mali IS… von Mali Music (ByStorm-RCA/Sony) - 2015: Day into Night von Tad Robinson (Severn Records) und Tears of the World von Mighty Sam McClain & Knut Reiersrud (Act Music) - 2016: This Is Where I Live von William Bell - 2017: Move Upstairs von The Como Mamas - 2018: Homemade Lemonade von Theo Lawrence & the Hearts - 2019: Live in London von Mavis Staples - 2020: You Make Me Feel von Don Bryant |

## Preisträger des Prix Otis Redding de la meilleure réédition de Rhythm & Blues
| - 1979: In the Saddle von Betty Harris (Charly/Eurodisc) - 1981: Shot Gun von Junior Walker (Motown/Vogue) - 1983: Acht Alben von James Brown aus den Jahren 1962 bis 1967, hrsg. von Bruno Gerentes (Polydor). - 1985: Bad Baad Girl! von Little Esther (Charly) - 1986: Sad Shades of Blue von Geater Davis (Charly/Média 7/RCA) - 1987: Southern Soul Sisters (Charly/Média 7) | - 1988: Shine On von Alvin Robinson (Charly/Média 7) - 1989: Bobby Womack Live von Bobby Womack (Charly/Média 7) - 1990: Legends of Specialty, Kompilation u. a. mit Jesse Belvin, Jimmy Liggins, Joe Liggins, Percy Mayfield, Roy Milton (ACE/Média 7) - 1991: The Birth of Soul – The Complete Atlantic Rhythm and Blues Recordings – 1952/1959 von Ray Charles (Atlantic/Carrere) - 1992: Stay Out of the Kitchen von Mable John (Ace/Média 7) |